# Dariusz Wieczorek

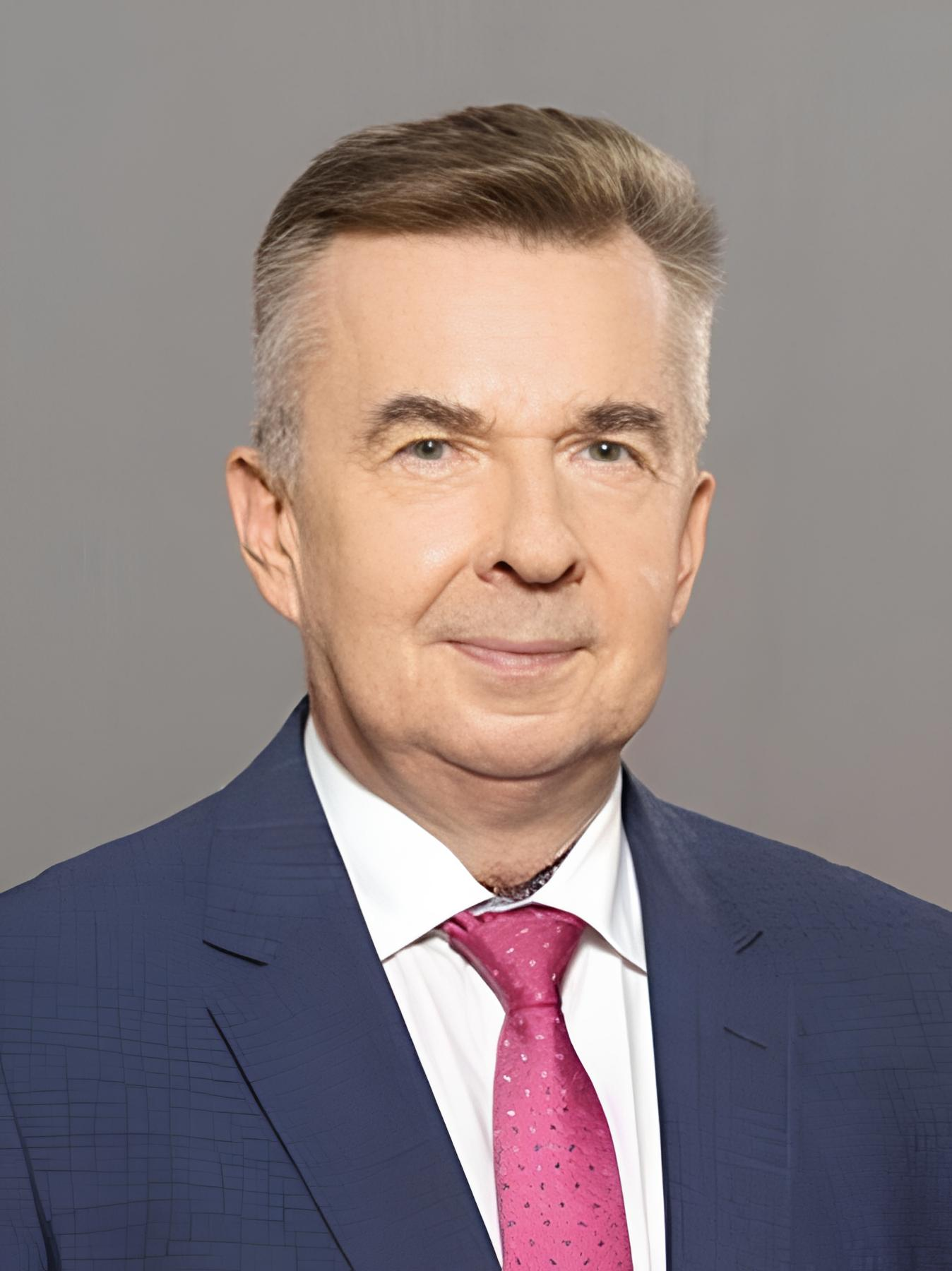
Dariusz Wieczorek (2024)

Dariusz Krzysztof Wieczorek (* 23. Mai 1965 in Stettin) ist ein polnischer Politiker und Tourismusmanager. Seit 2019 Mitglied des Sejm in der IX. und X., wurde er 2021 einer der Vizevorsitzenden der Partei Neue Linke. Vom 13. Dezember 2023 bis zu seinem Rücktritt am 19. Dezember 2024 amtierte er als Hochschul- und Wissenschaftsminister neben der (Schul-)Bildungsministerin Barbara Nowacka (iPL) im Ministerium für Bildung und Wissenschaft.

## Leben und Beruf
Nach dem Besuch des 1. Maria-Skłodowska-Curie-Lyzeums in Stettin studierte Wieczorek Energieingenieur an der Technischen Universität Stettin, wo er 1989 als Master of Engineering abschloss. Danach studierte er Tourismuswirtschaft an der Universität Posen mit Abschluss 1994 und Jura an der Universität Stettin mit Abschluss 2001.
Er arbeitete in verschiedenen touristischen Einrichtungen, darunter Abteilungsdirektor der Almatur Stiftung, im Hauptzentrum der Tourismusinformation (Centralny Ośrodek Informacji Turystycznej), ebenso als Generaldirektor der Regionalagentur der Tourismusförderung (Regionalna Agencja Promocji Turystyki). Er gehörte zur Führung der Szczecińska Energetyka Cieplna (Szczecin Thermal Energetics) sowie zum Management der Enea S.A.
Wieczorek ist verheiratet und hat einen Sohn.

## Politik
Wieczorek trat der postkommunistischen Partei Sojusz Lewicy Demokratycznej (SLD) bei und bekam eine Führungsposition in der Woiwodschaft Westpommern. So gehörte er von 1994 bis 2002 dem Stadtrat von Stettin an, von 1998 bis 2001 war er Vizebürgermeister von Stettin.
Von 2002 bis 2006 und von 2010 bis 2018 war er Mitglied im Sejmik der Woiwodschaft Westpommern. Bei den Selbstverwaltungswahlen 2018 bewarb er sich erfolglos um eine Wiederwahl und schied daher aus dem Sejmik aus. Er kandidierte bei der Europawahl 2009 ohne Erfolg. Auch bei den Parlamentswahlen 2011 und 2015 errang er kein Mandat. 2016 wurde er stellvertretender Vorsitzender der SLD. Im November 2019 wurde er in den Sejm gewählt und 2023 wiedergewählt, dann im Rahmen der 2021 mit Wiosna vereinigten Nowa Lewica.
Wieczorek ist seit 2023 Vorsitzender der seit 2001 bestehenden Vereinigung "Ordynacka", einer Art formalisierter Seilschaft vorwiegend von Mitgliedern der ehemaligen PZPR-Studentenorganisation. Einer der Amtsvorgänger war Włodzimierz Czarzasty.
Am 13. Dezember 2023 wurde Dariusz Wieczorek zum Wissenschaftsminister im Kabinett Donald Tusk III ernannt. In seine Amtszeit fiel die Aufklärung der Affäre um das Collegium Humanum, nunmehr Hochschule für Business und angewandte Wissenschaften „Varsovia“. Er geriet in die Kritik, nachdem sein Ministerium eine renommierte KI-Forschungsgruppe aufgelöst hatte. In einem Interview mit Radio Zet erklärte Wieczorek Ende 2024, dass das vom Koalitionspartner Koalicja Obywatelska  abgegebene Wahlversprechen kostenloser Studentenwohnheime nicht ernstgemeint gewesen sei („Unsinn“) und lediglich Jungwähler locken sollte. Im Zuge einer Nepotismus-Affäre gab er wenig später seinen Rücktritt bekannt. Damit kam er einem von Recht und Gerechtigkeit angestrengten Misstrauensvotum zuvor. Ihm folgte Marcin Kulasek nach, zuvor Vizeminister für Staatsbesitz.

## Ehrungen
- 2000 Goldenes Verdienstkreuz der Republik Polen[21]

## Einzelbelege
1. ↑  Dariusz Wieczorek kandydatem na ministra nauki. In: Nauka w Polske. 12. Dezember 2023, abgerufen am 17. Januar 2024 (polnisch).
2. ↑  Dariusz Wieczorek Ministrem Nauki. In: Portal Gov.pl. Ministerstwo Edukacji i Nauki, 13. Dezember 2023, abgerufen am 16. Dezember 2023 (polnisch).
3. ↑  Najlepsze biuro podróży i turystyczne - Almatur. Abgerufen am 16. Dezember 2023.
4. ↑  Ergebnis auf der Seite der Wahlkommission, abgerufen am 14. Januar 2025.
5. ↑  Ergebnis auf der Seite der Wahlkommission, abgerufen am 14. Januar 2025.
6. ↑  Ergebnis auf der Seite der Wahlkommission, abgerufen am 14. Januar 2025.
7. ↑  Ergebnis auf der Seite der Wahlkommission, abgerufen am 14. Januar 2025.
8. ↑  Ergebnis auf der Seite der Wahlkommission, abgerufen am 14. Januar 2025.
9. ↑  Ergebnis auf der Seite der Wahlkommission, abgerufen am 14. Januar 2025.
10. ↑  Ergebnis auf der Seite der Wahlkommission, abgerufen am 14. Januar 2025.
11. ↑  Ergebnis auf der Seite der Wahlkommission, abgerufen am 14. Januar 2025.
12. ↑  Ergebnis auf der Seite der Wahlkommission, abgerufen am 14. Januar 2025.
13. ↑  ordynacka.pl: IX Kongres za nami. Darek Wieczorek nowym Przewodniczącym. In: ordynacka.pl. 22. Mai 2023, abgerufen am 21. September 2024 (polnisch).
14. ↑  Stowarzyszenie ORDYNACKA. In: ordynacka.pl. 9. Januar 2021, abgerufen am 21. September 2024 (polnisch).
15. ↑  https://www.prezydent.pl/aktualnosci/nominacje/prezydent-powolal-premiera-oraz-rade-ministrow,78734@1@2Vorlage:Toter+Link/www.prezydent.pl+(Seite+nicht+mehr+abrufbar,+festgestellt+im+November+2024.+Suche+in+Webarchiven) Datei:Pictogram+voting+info.svg Info:+Der+Link+wurde+automatisch+als+defekt+markiert.+Bitte+prüfe+den+Link+gemäß+Anleitung+und+entferne+dann+diesen+Hinweis.
16. ↑  Minister Wieczorek ws. studentów Collegium Humanum: możemy jedynie prosić zarządcę komisarycznego o więcej empatii. Abgerufen am 9. September 2024 (polnisch).
17. ↑  oprac. MAB: Za nowego rządu zmienili prezesa. Są protesty. O co chodzi ze sprawą IDEAS NCBR? Archiviert vom Original am 4. Oktober 2024; abgerufen am 9. Januar 2025 (polnisch).
18. ↑  "Tak, hehe". Minister przyznaje, że obietnica wyborcza była "ściemą". 13. November 2024, abgerufen am 30. Dezember 2024 (polnisch).
19. ↑  Złe wiadomości dla Tuska. Polacy spodziewają się, że sprawa Wieczorka zaszkodzi rządowi (SONDAŻ). Abgerufen am 21. Dezember 2024 (polnisch).
20. ↑  We wtorek o 11.00 przedstawiony zostanie oficjalnie nowy minister nauki. Marcin Kulasek ma zostać następcą Dariusza Wieczorka. Abgerufen am 14. Januar 2025 (polnisch).
21. ↑  Verleihnachricht in Monitor Polski 2001, Nr. 2, S. 91.

| Personendaten    | Personendaten                      |
| ---------------- | ---------------------------------- |
| NAME             | Wieczorek, Dariusz                 |
| ALTERNATIVNAMEN  | Wieczorek, Dariusz Krzysztof       |
| KURZBESCHREIBUNG | polnischer Politiker und Ingenieur |
| GEBURTSDATUM     | 23. Mai 1965                       |
| GEBURTSORT       | Stettin, Polen                     |